# 阿勒斯贝格
阿勒斯贝格（德語：Allersberg，發音：[ˈalɐsˌbɛʁk]）是德国巴伐利亚州中弗兰肯行政区罗特县的市镇，面积59.7平方千米，2023年12月31日人口为8,492人。